# Teoria della nullificazione

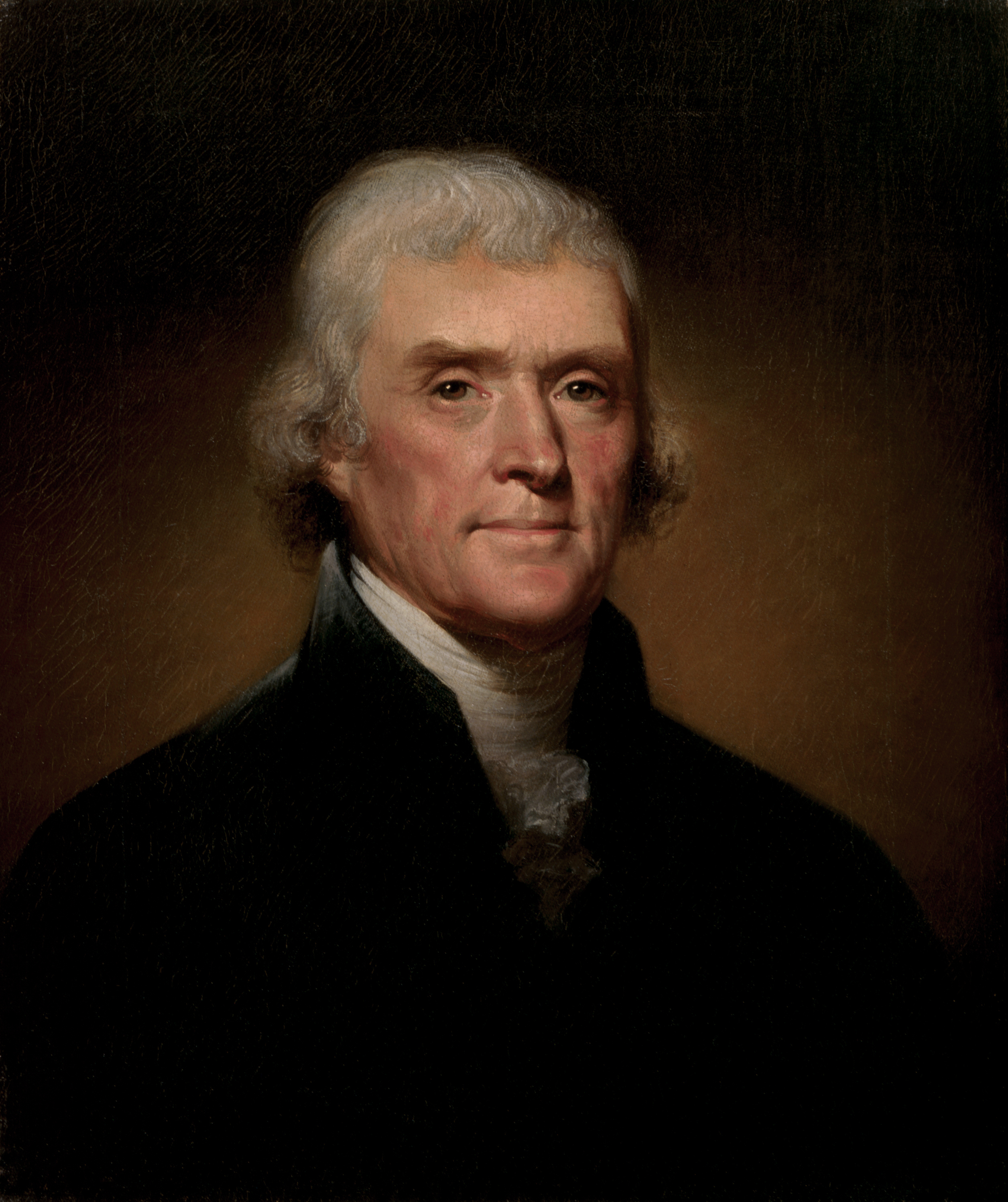
Thomas Jefferson, terzo Presidente degli Stati Uniti d'America e noto sostenitore e promotore della "teoria della nullificazione"

La teoria della nullificazione, nella storia costituzionale degli Stati Uniti, è una teoria giuridica secondo cui uno Stato federato avrebbe il diritto e potere di annullare o invalidare unilateralmente qualsiasi legge federale che tale Stato abbia interpretato come incostituzionale rispetto alla Costituzione.
Nel corso della storia degli Stati Uniti d'America, la teoria è stata rigettata più volte, in più casi e sentenze, dalla magistratura federale e dalla magistratura degli stessi Stati federati.

## Storia
Thomas Jefferson, uno dei padri fondatori degli Stati Uniti d'America, riteneva valida la teoria della nullificazione. Un atto di nullificazione rende illegale l'applicazione della legge federale contestata. Un altro padre fondatore, James Madison, ha difeso la clausola di supremazia, definendola vitale per il funzionamento del Paese e ha rigettato la teoria della nullificazione, proponendo una visione alternativa, detta "interposizione". L'interposizione è considerata meno estrema della nullificazione perché non comporta la decisione unilaterale di uno Stato di impedire l'applicazione della legge federale.
La dichiarazione di incostituzionalità non avrebbe quindi ripercussioni distruttive ma avrebbe il compito, in modo chiaro e ufficiale, di sollecitare il dibattito e la cooperazione tra Stati federati, cercando di risolvere la presunta disputa sulla costituzionalità in uno spirito di collaborazione, ad esempio chiedendo al Congresso di abrogare le leggi contestate. In pratica, nullificazione e interposizione sono state spesso confuse e talvolta usate in modo intercambiabile.
Secondo Alexander Hamilton la clausola di supremazia impone che le leggi federali per definizione debbano essere supreme. Hamilton riteneva pericoloso e inaccettabile ogni tentativo di nullificazione e la teoria stessa.

### Esiti e sentenze
Questa teoria ha contribuito in maniera significante alla stagione di controversie nota come Crisi della Nullificazione (1832-1833). Gli esiti della guerra di secessione americana (1861-1865) hanno posto fine alla maggior parte degli sforzi in fatto di nullificazione. I tribunali degli Stati federati e i tribunali federali, inclusa la Corte suprema degli Stati Uniti d'America, hanno ripetutamente respinto la teoria della nullificazione e dell'interposizione. L'argomento riguardo l'equilibrio dei poteri federali e dei poteri detenuti dagli Stati federati come definito nella clausola di supremazia è stato affrontato per la prima volta nel caso McCulloch contro Maryland, nel 1819. La decisione della Corte suprema guidata da John Marshall ha affermato che le leggi adottate dal governo federale, nell'esercizio dei suoi poteri costituzionali, sono generalmente di primaria importanza rispetto a qualsiasi legge in conflitto adottata dai governi degli Stati federati.
Con successivi casi e sentenze i tribunali hanno deciso che in base alla clausola di supremazia custodita nella Costituzione, in una situazione di evidente conflitto, la legge federale ha indubbiamente la precedenza sulla legge degli Stati federati e che, in base all'Articolo III della Costituzione, la magistratura federale, con al vertice la Corte suprema, detiene l'importante responsabilità di interpretare in modo definitivo la Costituzione e di esercitare l'autorità finale nel giudicare la costituzionalità di leggi e trattati federali. Anche a differenza di quello che sosteneva Madison, quindi, l'interposizione non può essere impiegata come mezzo per negare l'autorità della legge federale.
Negli anni 1950, alcuni Stati federati del sud tentarono di utilizzare la nullificazione per impedire l'integrazione e la desegregazione nelle loro scuole. Questi tentativi fallirono quando la Corte suprema respinse nuovamente la teoria della nullificazione nello storico caso giudiziario Cooper contro Aaron, sostenendo esplicitamente che gli Stati federati non possono annullare la legge federale.